# Juegos Deportivos Nacionales de Chile de 2013
Los Juegos Deportivos Nacionales de Chile de 2013 fue la primera edición de los juegos. La región anfitriona fue la Metropolitana de Santiago.
Estos juegos se desarrollaron entre el 5 y el 13 de octubre de 2013. Se realizaron como antesala de los Juegos Suramericanos de 2014 y la Región Metropolitana de Santiago alcanzó el primer lugar en el medallero.
Los deportes en competición fueron el atletismo, balonmano, gimnasia artística y rítmica, levantamiento de pesas, judo, karate y taekwondo, y los lugares de competición el Coliseo Central del Estadio Nacional, el Centro de Alto Rendimiento (CAR) y el Centro de Entrenamiento Olímpico (CEO), en Ñuñoa, además del Gimnasio Chimkowe en Peñalolén.
En estos juegos se obtuvieron cuatro récords de Chile y se entregaron 142 medallas de oro.

## Medallero
| Núm. | Región             | Oro | Plata | Bronce | Total |
| ---- | ------------------ | --- | ----- | ------ | ----- |
| 1    | Metropolitana      | 59  | 32    | 38     | 129   |
| 2    | Bío-Bío            | 20  | 24    | 25     | 69    |
| 3    | Araucanía          | 14  | 10    | 17     | 41    |
| 4    | Coquimbo           | 13  | 16    | 11     | 40    |
| 5    | Maule              | 8   | 2     | 8      | 18    |
| 6    | Valparaíso         | 6   | 19    | 19     | 44    |
| 7    | Magallanes         | 5   | 5     | 8      | 18    |
| 8    | Arica y Parinacota | 5   | 5     | 6      | 16    |
| 9    | Los Lagos          | 3   | 10    | 11     | 24    |
| 10   | O'Higgins          | 3   | 2     | 5      | 10    |
| 11   | Tarapacá           | 2   | 9     | 13     | 24    |
| 12   | Atacama            | 2   | 2     | 2      | 6     |
| 13   | Antofagasta        | 1   | 2     | 4      | 7     |
| 14   | Aysén              | 1   | 0     | 3      | 4     |
| 15   | Los Ríos           | 0   | 2     | 3      | 5     |